# Arhopalus hispaniolae
Arhopalus hispaniolae es una especie de escarabajo longicornio del género Arhopalus, tribu Asemini, subfamilia Spondylidinae. Fue descrita científicamente por Fisher en 1942.

## Descripción
Mide 25-30 milímetros de longitud.

## Distribución
Se distribuye por República Dominicana.